# Lacour-d’Arcenay
Lacour-d’Arcenay település Franciaországban, Côte-d’Or megyében. Lakosainak száma 108 fő (2022. január 1.). Lacour-d’Arcenay Dompierre-en-Morvan, La Roche-en-Brenil, Aisy-sous-Thil, Juillenay, Molphey és Montlay-en-Auxois községekkel határos.

## Népesség
A település népességének változása:
| Lakosok száma | 133  | 81   | 87   | 129  | 132  | 132  | 122  | 115  | 112  | 108  |
|               | 1968 | 1982 | 1990 | 2006 | 2013 | 2015 | 2017 | 2019 | 2020 | 2022 |